# Miklós Szentkuthy
Miklós Szentkuthy (n. 2 iunie 1908, Budapesta, Austro-Ungaria – d. 18 iulie 1988, Budapesta, Republica Populară Ungară) a fost un scriitor maghiar.